# Frauen-Verdienstkreuz (Preußen)

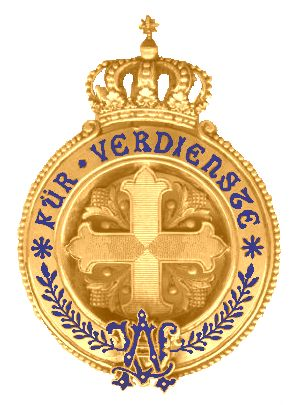
Frauen-Verdienstkreuz

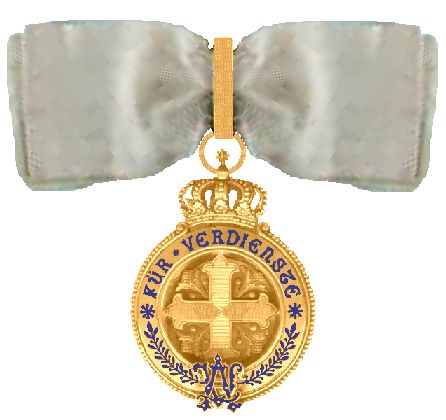
Frauen-Verdienstkreuz an der Damenschleife

Das Frauen-Verdienstkreuz wurde als Silberne Verdienstbrosche für Frauen am 25. April 1892 durch Kaiser Wilhelm II. gestiftet und im Februar 1900 in Silbernes Frauenverdienstkreuz umbenannt. 1902 kam eine Ausführung erster Klasse mit vergoldetem Silber dazu. Verliehen wurden die Kreuze an Frauen und Jungfrauen; die sich durch aufopfernde Tätigkeiten auf caritativem Gebiet hervorgetan und verdient gemacht hatten.
Am 22. Oktober 1907 wurde die Auszeichnung in das Preußische Ordenssystem aufgenommen. Die Auszeichnung rangierte direkt hinter dem Luisenorden.

## Ordensdekoration
Das Ordenszeichen ist ein aus vergoldetem Silber in der I. Klasse und ein aus Silber in der II. Klasse gefertigtes Medaillon, auf dem mittig ein Lilienkreuz mit stilisierten Kornblumen in den Kreuzwinkeln aufliegt. Das Medaillon ist von einer Perlenschnur eingefasst und wird von einer Krone überragt. Umlaufend im oberen Halbkreis die blau emaillierte Inschrift FÜR · VERDIENSTE. Im unteren Halbkreis sind links und rechts blau emaillierte Lorbeerzweige zu sehen. Zwischen den Lorbeerzweigen aufliegend die verschlungenen Buchstaben A W (Auguste Victoria).

## Trageweise
Das Frauen-Verdienstkreuz wurde an einer Damenschleife auf der linken Brustseite getragen.

## Sonstiges
Um mit der I. Klasse ausgezeichnet zu werden, musste man bereits seit mindestens zehn Jahren Inhaberin der II. Klasse sein. In Ausnahmefällen konnte davon aber abgewichen werden.
Bis 1918 sind fast 3000 Ordensverleihungen dokumentiert.
Die Insignien waren nach dem Ableben rückgabepflichtig.

## Vorgängerorden
Die erste Form der Auszeichnung des „Frauen-Verdienstkreuzes am weißen Band“ wurde von 1893 an als Brosche mit waagerechter Anstecknadel verliehen.
Bereits nach dem Deutsch-Französischen Krieg von 1870/71 gab es eine spezielle Auszeichnung für Frauen, die sich in den Lazaretten und bei der Krankenpflege verdient gemacht hatten: das Verdienstkreuz für Frauen und Jungfrauen. Kaiserin Augusta, Gemahlin Wilhelms I., vergab ab 1871 ein Verdienstkreuz mit ihrem Monogramm „A“ und der Krone der Deutschen Kaiserin.